# Benson Boone
Benson James Boone (n. 25 iunie 2002, Monroe⁠(d), Washington, SUA) este un cântăreț și compozitor american. Și-a început cariera muzicală participând pentru scurt timp la American Idol în ianuarie 2021, înainte de a se retrage voluntar. A continuat să câștige popularitate pe TikTok, a semnat contractul cu casa de discuri Night Street Records și a lansat cântecele: "Ghost Town" și "In the stars".